# 金島站 (福岡縣)
金島站（日语：／ Kaneshima eki */?）是位於福岡縣久留米市北野町八重龜，西日本鐵道（西鐵）的甘木線車站。車站編號為A06。

## 歷史
- 1921年（大正10年）12月8日 - 三井電氣軌道（日语：三井電気軌道）車站啟用。
- 1924年（大正13年）6月30日 - 與九州鐵道（日语：九州鉄道 (2代)）合併，成為九州鐵道三井線車站。
- 1942年（昭和17年）
  - 9月19日 - 與九州電氣軌道（日语：九州電気軌道）合併，成為九州電氣軌道車站。
  - 9月22日 - 九州電氣軌道改名為西日本鐵道。
- 1948年（昭和23年）7月15日 - 路線名稱變更，成為西日本鐵道甘木線車站。
- 1964年（昭和39年） - 翻新車站大樓。
- 2008年（平成20年）5月18日 - 此站開始可以使用IC卡nimoca。
- 2017年（平成29年）2月1日 - 此站引入車站編號[1]。
- 2021年（令和3年）4月1日 - 隨著引入中央控制行車，整日成為無人車站[2][3]。

## 車站構造

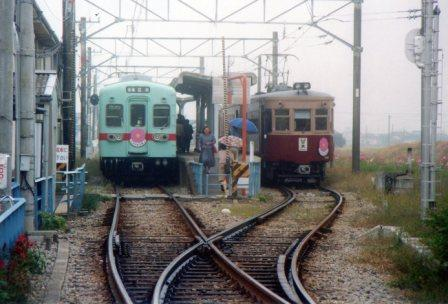
停站中的600形和200形（1992年），現在右邊建設了迴旋路

本站是地面車站，設有1面2線的島式月台。在甘木方向月台靠近久留米一方設有側線，用作停泊維護車輛。車站櫃臺營業時間為6:30- 11:00和16:00 - 22:00。

### 月台
| 月台 | 路線    | 上下行 | 方向                       | 備註 |
| ---- | ------- | ------ | -------------------------- | ---- |
| 1    | ■甘木線 | 上行   | 宮之陣、久留米、大牟田方向 |      |
| 2    | ■甘木線 | 下行   | 甘木方向                   |      |

## 使用狀況
在2019年度，1日平均上下車人次為611人。
以下為各年度1日平均使用人次列表：
| 年度   | 1日平均 乘車人次 | 1日平均 上下車人次 |
| ------ | ---------------- | ------------------ |
| 2007年 | 386              | 768                |
| 2008年 | 404              | 813                |
| 2009年 | 384              | 766                |
| 2010年 | 375              | 763                |
| 2011年 | 358              | 721                |
| 2012年 |                  | 690                |
| 2013年 |                  | 727                |
| 2014年 | 353              | 715                |
| 2015年 | 331              | 656                |
| 2016年 | 323              | 679                |
| 2017年 | 301              | 635                |
| 2018年 | 293              | 621                |
| 2019年 |                  | 611                |

## 車站周邊
車站大樓對面設有站前廣場。車站附近較少商店。
在毎年8月最後的一個星期日會舉行田主丸煙花大會，此站最近該大會的會場，但是仍需要步行約20分鐘。
- 「金島站前」巴士站 - 寄道巴士（日语：よりみちバス）「宇宙號」（前往北野豬口中心、安全中心）
- 稱揚寺（金島保育園）
- 久留米市立金島小學
- 金島郵局
- 神代醫院

## 相鄰車站
西日本鐵道
■甘木線
大城（A07）－金島（A06）－大堰（A05）

## 注腳
1. ↑   (PDF). 西日本鐵道. 2017-01-24  [2017年3月20日]. （原始内容存档 (PDF)于2020-07-28） （日语）.
2. ↑   (PDF) (新闻稿). 西日本鉄道広報部. 2021-03-19  [2021-03-19]. （原始内容 (PDF)存档于2021-03-19） （日语）.
3. ↑   (PDF) (新闻稿). 西日本鉄道広報部. 2020-08-28  [2020-08-28]. （原始内容 (PDF)存档于2020-08-28） （日语）.
4. ↑  . 西日本鉄道株式会社.   [2021-01-14]. （原始内容存档于2021-01-29） （日语）.
5. ↑  久留米市統計書（運輸・通信）西鐵各站上下車人次 （页面存档备份，存于）（日語） 2021年3月4日參閲

## 外部連結
- 金島站（西鐵沿線web） （页面存档备份，存于）（日語）